# Альварес, Хильберт
Хильберт Альварес Варгас (исп. Gilbert Álvarez Vargas; род. 7 апреля 1992[…], Санта-Крус-де-ла-Сьерра) — боливийский футболист, нападающий клуба «Арема» и сборной Боливии.

## Клубная карьера
Альварес — воспитанник клуба «Кальеха». В 2010 году он покинул Боливию и после этого числился в бразильском «Крузейро» и льежском «Стандарде». Летом 2011 года Альварес вернулся на родину в клуб «Стронгест». 15 октября в матче против «Насьональ Потоси» он дебютировал в чемпионате Боливии. В 2014 году Альварес перешёл в «Реал Потоси». 18 января 2015 году в матче против «Боливара» он дебютировал за новую команду. 29 января в поединке против «Хорхе Вильстреманн» Хильберт забил свой первый гол за «Реал Потоси». В 2016 году Альварес подписал контракт с «Хорхе Вильстреманн». 15 августа в матче против «Блуминга» он дебютировал за новый клуб. 25 августа в поединке против «Университарио Сукре» Хильберт забил свой первый гол за «Хорхе Вильстерманн». 30 ноября 2017 года в матче против «Спорт Бойз» Альварес сделал хет-трик. В том же году он стал лучшим бомбардиром чемпионата.
Летом 2018 года Альварес перешёл в саудитский «Аль-Хазм». 13 сентября в матче против «Аль-Таавун» он дебютировал в чемпионате Саудовской Аравии. В 2019 году Хильберт вернулся в «Хорхе Вильстерманн» и в том же году помог клубу выиграть чемпионат.

## Международная карьера
В 2009 году в составе юношеской сборной Альварес принял участие в юношеском чемпионате Южной Америки в Чили.
6 июня 2009 года в отборочном матче чемпионата мира 2010 против сборной Венесуэлы Альварес дебютировал за сборную Боливии.
В 2016 году в составе сборной Хельберт принял участие в Кубке Америки в США. На турнире он был запасным и на поле не вышел. 3 июня 2017 года в поединке против сборной Никарагуа Альварес забил свой первый гол за национальную команду.
В 2019 году Альварес попал в заявку на участие в Кубке Америки в Бразилии. На турнире он сыграл в матчах против сборных Венесуэлы и Перу.

### Голы за сборную Боливии
| #   | Дата            | Место                                                  | Противник | Счёт | Результат | Соревнование                     |
| --- | --------------- | ------------------------------------------------------ | --------- | ---- | --------- | -------------------------------- |
| 01. | 3 июня 2017     | Национальный стадион Никарагуа, Манагуа, Никарагуа     | Никарагуа | 0:1  | 01        | Товарищеский матч                |
| 02. | 7 июня 2017     | Эстадио Провинсиаль де Якуиба, Якуиба, Боливия         | Никарагуа | 2:2  | 3:2       | Товарищеский матч                |
| 03. | 31 августа 2017 | Монументаль, Лима, Перу                                | Перу      | 1:2  | 1:2       | Чемпионат мира 2018 квалификация |
| 04. | 10 октября 2019 | Олимпийский стадион, Каракас, Венесуэла                | Венесуэла | 3:1  | 4:1       | Товарищеский матч                |
| 05. | 15 октября 2019 | Рамон Тауичи Агилера, Санта-Крус-де-ла-Сьерра, Боливия | Гаити     | 3:1  | 3:1       | Товарищеский матч                |

## Достижения
Командные
«Хорхе Вильстреманн»
- Победитель чемпионата Боливии (2) — Апертура 2018, Клаусура 2019

Индивидуальные
- Лучший бомбардир чемпионата Боливии (15 голов) — Клаусура 2017